# جان ميشيل فولون
جان ميشيل فولون ولد في 1 مارس 1934 - وتوفي في 20 أكتوبر 2005 فنانًا ورسامًا ونحاتًا بلجيكيًا.

## وقت مبكر من الحياة
ولد فولون في 1 مارس 1934 في أوكل ، بروكسل ، في عام 1934. درس الهندسة المعمارية في معهد سان لوك .

## حياة مهنية

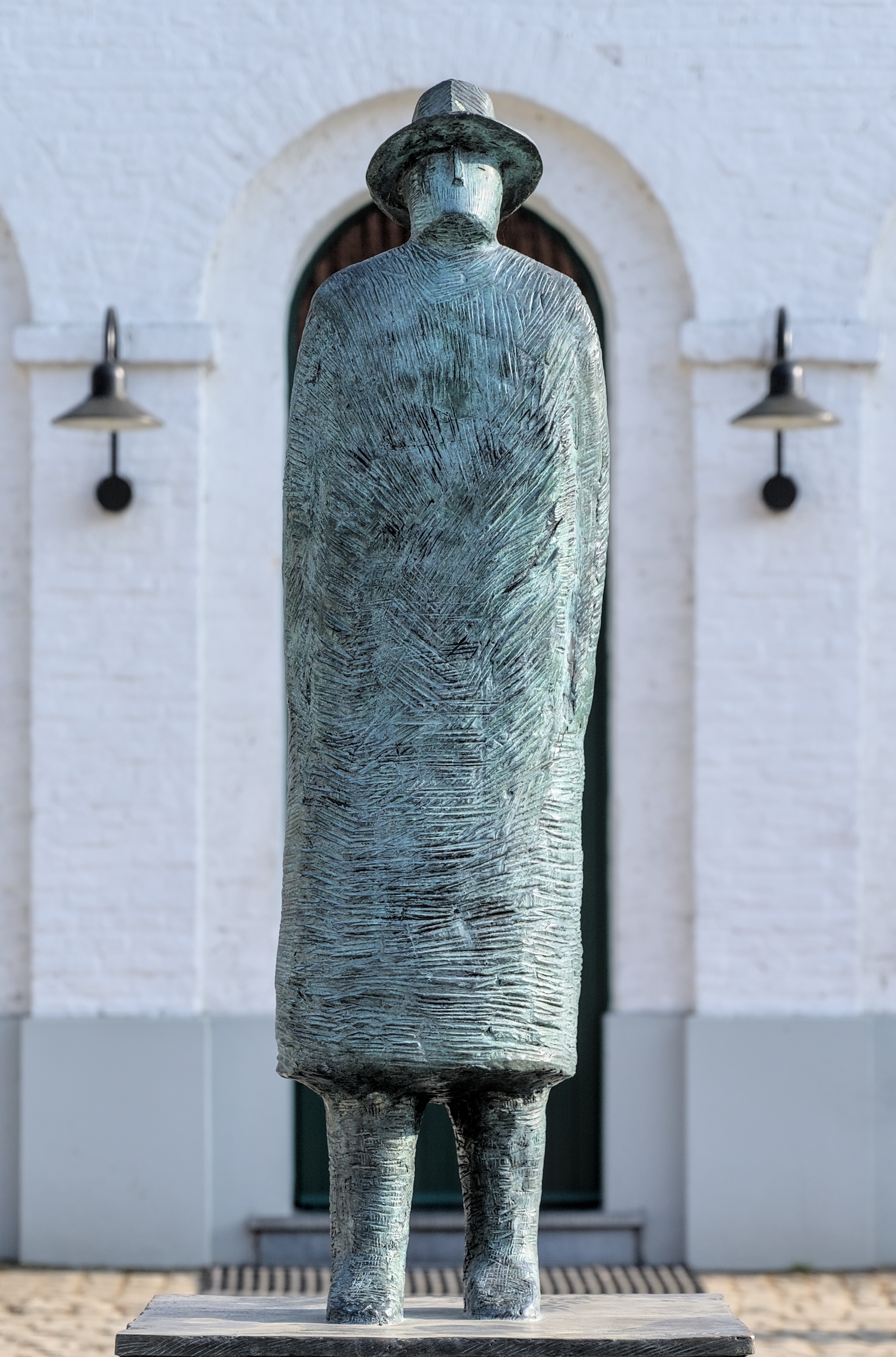
النحت المكشوف خارج مؤسسة فولون

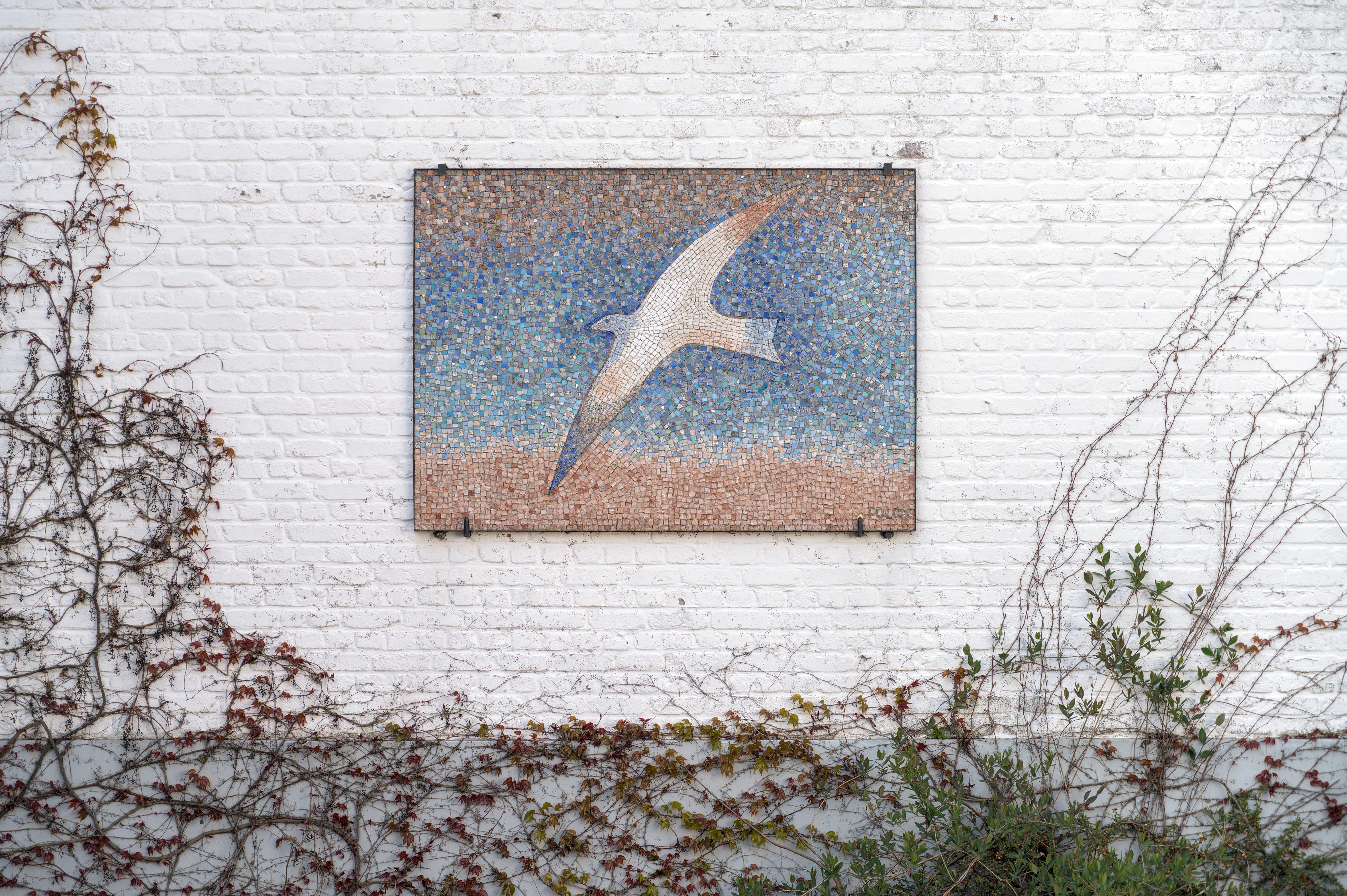
فسيفساء مكشوفة خارج مؤسسة فولون

## ملحوظات
1. ↑   https://web.archive.org/web/20210109231742/https://www.thersa.org/about/royal-designers-for-industry/past-royal-designers-for-industry. مؤرشف من الأصل في 2021-01-09. اطلع عليه بتاريخ 2021-01-09. {{استشهاد ويب}}: |archive-url= بحاجة لعنوان (مساعدة) والوسيط |title= غير موجود أو فارغ (من ويكي بيانات) (مساعدة)

## روابط خارجية
- السيرة الذاتية الكاملة لحياته باللغة الفرنسية
- مؤسسة فولون في لا هولب باللغة الفرنسية